# Мишле, Эмиль
Эмиль Мишле (фр. Émile Michelet; 16 июля 1867, X округ Парижа — 27 апреля 1935, Сартровиль) — французский яхтсмен, двукратный бронзовый призёр летних Олимпийских игр 1900 года.
На Играх вместе со своим братом Феликсом соревновался среди яхт с водоизмещением 0,5—1 тонны (на Scanasaxe) и в открытом классе (на Turquoise). В первой гонке с результатом 3:42:40 они заняли третье место, получив бронзовые медали. Во второй за 6:12:12 они снова заняли третье место, став двукратными бронзовыми призёрами.